# Acanthogonatus incursus
Espèce
Synonymes
- Brachythele incursus Chamberlin, 1916

Acanthogonatus incursus est une espèce d'araignées mygalomorphes de la famille des Pycnothelidae.

## Distribution
Cette espèce est endémique du Pérou.

## Description
La femelle subadulte holotype mesure 13 mm.
La femelle décrite par Goloboff en 1995 mesure 23,20 mm.

## Systématique et taxinomie
Cette espèce a été décrite sous le protonyme Brachythele incursus par Chamberlin en 1916. Elle est placée dans le genre Bolostromus par Raven en 1985 puis dans le genre Acanthogonatus par Goloboff en 1995.

## Publication originale
- Chamberlin, 1916 : Results of the Yale Peruvian Expedition of 1911. The Arachnida. Bulletin of the Museum of Comparative Zoology, Harvard, vol. 60, no 6, p. 177-299 (texte intégral).